# Nature Writing
Nature Writing (englisch für „Schreiben der Natur“) bezeichnet literarische Werke der fiktionalen und auch der nicht-fiktionalen Naturbeschreibung. Ob es sich dabei um eine eigene literarische Gattung oder Textsorte beziehungsweise ein Genre handelt, ist Teil der literaturwissenschaftlichen Debatte. Der Begriff Nature Writing wurde aus dem Englischen übernommen. Inhalt und Form gehen zurück auf literarische Traditionen aus dem 18. und 19. Jahrhundert, die mit Disziplinen wie Naturgeschichte und Naturphilosophie eng verknüpft waren. Charakteristisch für das Nature Writing ist der die Natur beobachtende, beschreibende und empfindende Mensch als Subjekt, woraus sich bereits ein wesentlicher Unterschied zum objektiven Ansatz des naturwissenschaftlichen Denkens und Publizierens ergibt.

## Merkmale und Vielfalt
Das Nature Writing bezeichnet ein weites Spektrum an literarischen Werken: von der einfachen Reise- und Abenteuerbeschreibung über essayhafte oder poetische Texte bis zur tiefen Naturreflexion. Die Werke können auch eine stilistische Nähe zur Belletristik aufweisen. Generell sind sie stark biographisch geprägt. Sowohl die Einarbeitung historischer und naturwissenschaftlicher Fakten als auch deren subjektive Wahrnehmung durch einen Ich-Erzähler sind ein stilbildendes, gestalterisches Merkmal. Verbreitet ist eine empathische und dezidiert ökologische Sichtweise, nach der jedem Lebewesen und auch der unbelebten Natur eine ganz besondere Bedeutung innerhalb eines größeren Ganzen – in einem rein irdischen Sinne oder auch darüber hinaus – zukommt.
Zu den wesentlichen Merkmalen des Nature Writing gehört, dass die Texte sprachlich anspruchsvoll sind, Schreibende die „literarisch ausgearbeiteten Wahrnehmungen und Erfahrungen selbst gemacht“ haben und dies in ihrer Schreibweise zu erkennen geben. Neben literarisch vorgebildeten Autoren haben insbesondere ihrer natürlichen Umwelt verbundene Ornithologen und andere Biologen diese Art des Schreibens gewählt. Bereits unter den als Pioniere oder Vorreiter bezeichneten Autoren von Nature Writing sind Naturwissenschaftler wie Carl von Linné, Charles Darwin und Jakob Johann von Uexküll vertreten.

### Entwicklungen
Von den Anfängen bis heute sind Schreibende unterschiedliche Wege gegangen. Zum Beispiel liegt bei US-amerikanischen Werken der Fokus vornehmlich auf „Aufenthalt und Erfahrung in möglichst ›unberührter‹ Natur“, während Texte aus Großbritannien „fast immer die zivilisatorisch umgestaltete Natur im Blick“ hatten. In der deutschsprachigen Literatur finden sich ebenfalls Werke, in denen über Natur literarisch anspruchsvoll und nicht rein sachlich geschrieben wird. Dazu zählt die symbolhafte Naturpoesie, wie sie Adalbert Stifter verfasst hat. Mit angloamerikanischen Nature Writing-Werken, hat sie wenig gemein.
In der deutschsprachigen Literatur sind neben Die Insel der Vögel von Rolf Dircksen weitere Schätze zu heben, in denen Natur empathisch und literarisch anspruchsvoll zu Wort kommt. Das gilt ebenfalls für andere europäische Kulturen, etwa französischsprachige Werken wie La panthére des neiges (dt. und als Film Der Schneeleopard) Sylvain Tesson. Bedeutsam für diese Texte ist, dass die Naturbeschreibung beim Lesenden gesteigerte Achtsamkeit und Empathie auslöst, im Sinne einer Resonanz. Jürgen Goldstein beschreibt die verstärkte Achtsamkeit so: „Sprache wird zu einem Mittel der Aufmerksamkeitslenkung und -steigerung“. Und der Sprache komme „dabei nicht eine rein wiedergebende, sondern eine wahrnehmungsformende Funktion zu.“ Bernhard Malkmus hebt am Beispiel von Texten des Autors Wilhelm Lehmann hervor, das Formulierungen einerseits Distanz und Kälte schaffen können, während die sprachliche Ausdrucksweise andererseits Resonanz – eine Art Mitgefühl oder Mitempfinden auch mit nicht-menschlichen Lebensprozessen – hervorrufen kann. Letzteres kennzeichnet die literarische gestaltete naturkundliche Beobachtung des Nature Writing.

### Der Fachbegriff
Einerseits hat sich Nature Writing als Terminus technicus in der deutschen Sprachraum weitgehend durchgesetzt und wird durch den Deutschen Preis für Nature Writing festgeschrieben. Andererseits sind weiterhin literarische Etikette wie Naturschreiben, Naturliteratur, Naturtext und Naturessay für die vielfältigen Publikationen im Sinne eines naturbezogenen Schreibens üblich und in der literaturwissenschaftlichen Diskussion von Bedeutung. Ein weiteres Thema ist das Verhältnis von Nature Writing zu Naturlyrik beziehungsweise Naturdichtung und zu der Kategorie Umweltliteratur.

## Die Pioniere
Zu den Klassikern des Nature Writing sind Jean-Jacques Rousseau, Alexander von Humboldt und Henry David Thoreau zu zählen. Wegen der fließenden Übergänge zur allgemeinen Naturgeschichte und -philosophie reichen erste Anfänge in das 18. Jahrhundert zurück. So gehören Gilbert White in Großbritannien und William Bartram in Amerika sicher zu den frühesten Nature Writers. Einen erheblichen Anteil an diesen Anfängen hatte die Erkundung der gerade neu erschlossenen Erdteile mit ihrer größtenteils fremdartigen Flora und Fauna, weshalb das Nature Writing in den jeweiligen Heimatländern, vor allem im angelsächsischen Raum, zu besonderer Popularität gelangte.
Weitere wichtige Autoren des Nature Writing sind:
- August Johann Rösel von Rosenhof (1705–1759)
- Carl von Linné (1707–1778)
- Jacob Christian Schäffer (1718–1790)
- Georges-Louis Leclerc de Buffon (1727–1775)
- Adalbert Stifter (1805–1868)
- Charles Darwin (1809–1882)
- Susan Fenimore Cooper (1813–1894)
- Henry David Thoreau (1817–1862)
- Jakob Johann von Uexküll (1864–1944)

## Neuere Entwicklungen
Mit dem gewachsenen Umweltbewusstsein scheint es eine Rückbesinnung auf die historischen Ansätze und Schriften zu geben. Dieses äußert sich auch deutlich in den Verkaufszahlen und Bestseller-Listen.
Im deutschen Sprachraum sind vor allem bedeutend:
- Hans Jürgen von der Wense (1894–1966)
- Wilhelm Lehmann (1882–1968)

Aus der Zeit der Jugendbewegung um den Ersten Weltkrieg:
Nach dem Zweiten Weltkrieg und zeitgenössisch:
- Rolf Dircksen (1907–1983)
- Peter Kuhlemann (1913–2005)
- Wolf Spillner (1936–2021)

- Brigitte Kronauer (1940–2019)
- Peter Wohlleben (* 1964)
- Judith Schalansky (* 1980)

Im Englischen sind besonders populär:
- Roger Deakin
- Mark Cocker
- Annie Dillard (* 1945)
- Richard Mabey
- Robert Macfarlane (* 1976)
- Mary Oliver (1935–2019)
- Oliver Rackham

In Frankreich erschienen:
- Sylvain Tesson (* 1972)

## Auszeichnungen
Seit 2017 gibt es den Deutschen Preis für Nature Writing. 2018 bot der British Council sechs aufstrebenden jungen Autoren ein Stipendium und Workshops zum Austausch im Nature Writing an.